# Isotoma spatulata
Isotoma spatulata är en urinsektsart som beskrevs av Chamberlain 1943. Isotoma spatulata ingår i släktet Isotoma och familjen Isotomidae. Inga underarter finns listade i Catalogue of Life.